# تل أحمر (دير حافر)
تل أحمر قرية سوريّة تتبع إداريّاً لمحافظة حلب منطقة دير حافر ناحية كويرس شرقي، بلغ تعداد سكانها 951 نسمة حسب التعداد السكاني لعام 2004.